# Xabier Davalillo
Xabier Jon Davalillo Peña (Bilbao, 12 luglio 1960) è un ex cestista spagnolo di origine basca, professionista nella Liga ACB.